# Beate Kellner
Beate Kellner (geb. 15. September 1963 in Mühldorf am Inn) ist eine deutsche Germanistin. Sie ist Lehrstuhlinhaberin für germanistische Mediävistik an der Ludwig-Maximilians-Universität München.

## Werdegang
Kellner studierte von 1983 bis 1989 die Fächer Germanistik, lateinische Philologie und katholische Theologie in München und Regensburg. 1992 wurde sie mit einer Arbeit über Mythen in Jacob Grimms Deutscher Mythologie an der LMU München promoviert. 2001 habilitierte sich Kellner an der TU Dresden zum Thema Ursprung und Kontinuität. Studien zum genealogischen Wissen im Mittelalter. Im gleichen Jahr bekam sie einen Ruf auf eine Professur für Ältere Deutsche Literatur und Sprache an die Georg-August-Universität Göttingen. 2004 nahm Kellner einen Ruf an die TU Dresden an. Im Jahre 2006 wurde sie Lehrstuhlinhaberin an der Universität Zürich. Einen Ruf auf eine ordentliche Professur an der Universität Wien lehnte sie 2006 ab. Seit 2010 ist sie Professorin an der LMU München (Nachfolge Jan-Dirk Müller). Von 2010 bis 2013 war Kellner dort Vizepräsidentin für Forschung. Seit 2013 ist sie gemeinsam mit dem Anglisten Andreas Höfele Sprecherin der DFG-Forschergruppe 1986, „Natur in politischen Ordnungsentwürfen“. 2016 war sie Gastprofessorin an der University of California, Berkeley. Seit Oktober 2017 ist sie Dekanin der Fakultät für Sprach- und Literaturwissenschaften der LMU.
Kellner ist verheiratet mit Markus Kellner und hat zwei Kinder.

## Wirken
Kellner war Leiterin mehrerer Projekte. So leitete sie die von der Deutschen Forschungsgemeinschaft geförderten Projekte „Orient und Occident. Heiden und Christen in der deutschen mittelalterlichen Literatur“ (im: SPP 1173: Integration und Desintegration von Kulturen im europäischen Mittelalter) und „Genealogie im Spätmittelalter und in der Frühen Neuzeit“ (im: SFB 537: Institutionalität und Geschichtlichkeit an der TU Dresden). Gemeinsam mit Peter Strohschneider leitete sie von der Deutschen Forschungsgemeinschaft und der Fritz Thyssen Stiftung geförderte Projekte zum Wartburgkrieg. Kellner war von 2004 bis 2007 Mitglied des Europäischen Graduiertenkollegs (EGK 625: Institutional orders, scripture und symbols), TU Dresden / École pratique des hautes études, Paris. Von 2010 bis 2012 war sie Mitglied des Internationalen Doktorandenkollegs „Textualität in der Vormoderne“ (LMU). Seit 2015 ist sie Mitherausgeberin der komparatistischen Zeitschrift POETICA.
2017 wurde ihr der Prinzessin Therese von Bayern-Preis zur Förderung von Frauen in der Wissenschaft an der LMU zugesprochen. 2018 wurde sie zum ordentlichen Mitglied der Bayerischen Akademie der Wissenschaften gewählt.
Kellner beschäftigt sich schwerpunktmäßig mit dem Minnesang, der Sangspruchdichtung und der Höfischen Epik sowie der europäischen Literatur des 16. Jahrhunderts (Rabelais und Fischart). Ihre Interessen gelten jedoch auch der Literaturtheorie und der Wissensgeschichte des Mittelalters und der Frühen Neuzeit. Darüber hinaus bilden die Beziehung zwischen lateinischer und volkssprachlicher Dichtung sowie die mittelalterliche Naturphilosophie und die literarische Naturdarstellung Schwerpunkte ihrer Forschung.

## Publikationen
- Grimms Mythen. Studien zum Mythosbegriff und seiner Anwendung in Jacob Grimms ‚Deutscher Mythologie‘, Frankfurt a. M. u. a. 1994 (Mikrokosmos 41).
- Ursprung und Kontinuität. Studien zum genealogischen Wissen im Mittelalter, München 2004.
- Spiel der Liebe im Minnesang, München 2018, ca. 600 Seiten.